# Michael Manring

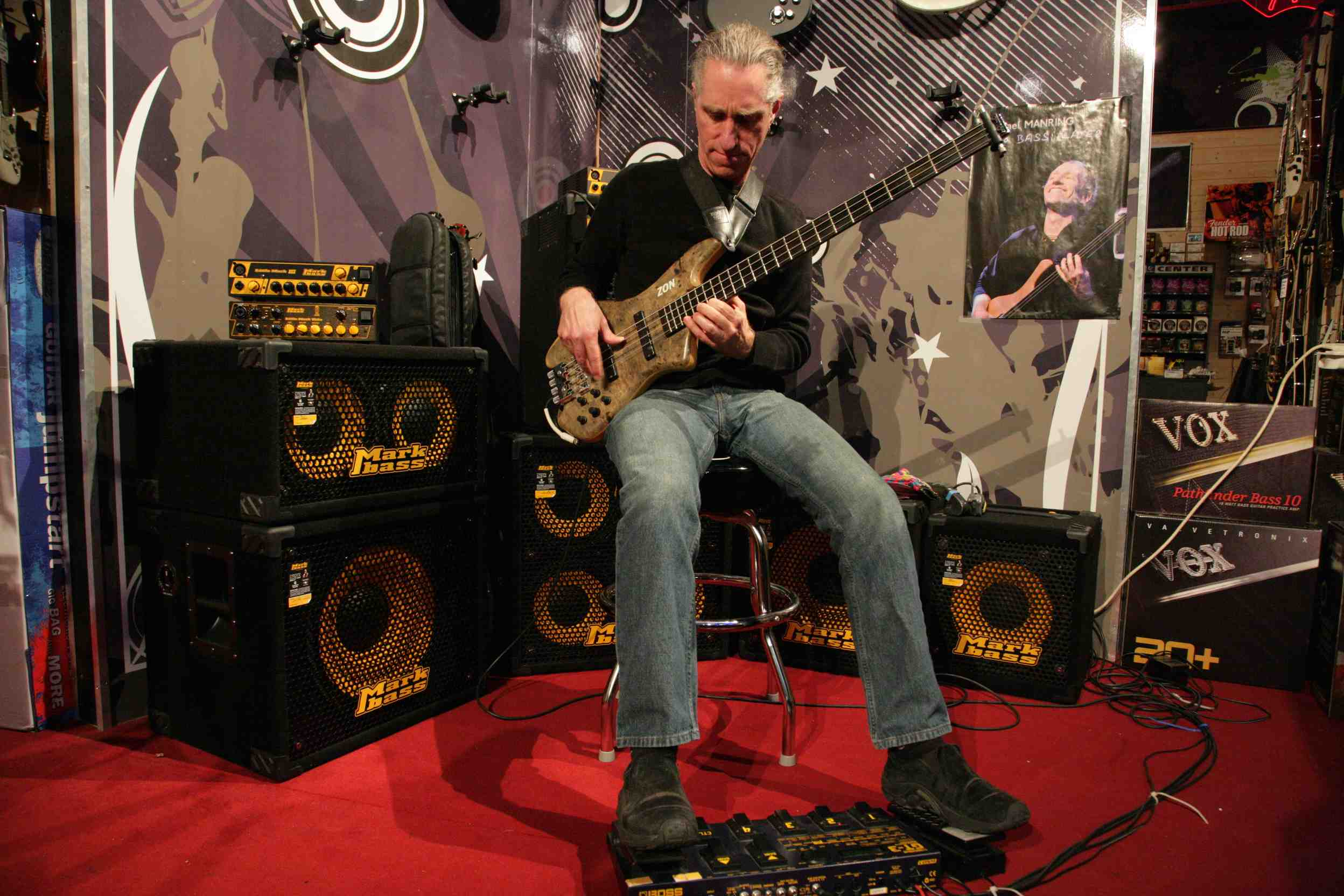
Michael Manring 2011

Michael Manring (* Juni 1960 in Washington, D.C.) ist ein E-Bassist aus der San Francisco Bay Area (Nord – Kalifornien).

## Leben
Michael Manring war das Jüngste von vier Geschwistern. Seine Familie lebte in Norfolk, Virginia, sie zog 1969 in eine Vorstadt von Washington, D.C. Die Manrings waren eine musikalisch und künstlerisch rege Familie. Sein Bruder Doug – ein Gitarrist und Drummer – bildete mit ihm schon zu Oberschulzeiten eine Rhythmusgruppe, sie spielten Jazzrock, Rock und Pop bei Partys und auf Hochzeitsempfängen.
Manring war Schüler des Bassisten Peter Princiotto. Zudem tourte er Mitte der 1980er mit Jaco Pastorius und begann, seinen eigenen Stil zu entwickeln.
Manring studierte Ende der 1970er Musik am Berklee College of Music in Boston, Massachusetts, beendete jedoch 1979 sein Studium, um mit verschiedenen Bands zu touren.
In the 1980er Jahren war Manring auf zahlreichen Platten des amerikanischen Labels Windham Hill Records vertreten. Manring spielte Bass in seiner eigenen Band Montreux und mit den Bands Spastic Ink, Skol-Patrol, Wadada Leo Smiths Miles Davis Tribute Band Yo Miles! und Attention Deficit. Er begleitete Alex Skolnick, Larry Kassin, Tom Darter, Steve Morse, David Cullen, Alex de Grassi, Will Ackerman, Henry Kaiser und andere Musiker. Vor allem mit Michael Hedges spielte er ab Mitte der 1980er bis zu dessen Tod 1997 auf fast allen seinen Alben, oft als einziger Gastmusiker.
1994 wählten ihn die Leser der Fachzeitschrift Bass Player zum Bassisten des Jahres.
Seit 2005 ist Manring Mitglied der Band DeMania, die aus dem Gitarristen Alex de Grassi und dem Perkussionisten Christopher Garcia besteht. Im November tourte Michael Manring zum ersten Mal auf Einladung des ungarischen Gitarristen Sándor Szabó in Ungarn. Neben Manring und Szabó war auch der deutsche Bassist Ralf Gauck mit auf Tour. Auf Grund der drei sehr bassfrequenten Instrumente hieß die Tour „Die Kraft der Tiefe“.
Michael Manring lebt in Oakland, Kalifornien.

### Spielweise und musikalische Einflüsse
Wegen seiner Assoziation mit dem Windham Hill Label wurde Manring oft als New-Age-Musiker bezeichnet. Sein Album Thonk bezeichnet er als „das erste New-Age-Death-Metal-Fusion-Album“.
Ursprünglich Jazzbassist, erweiterte Manring im Laufe der Jahre seinen musikalischen Horizont in viele verschiedene Richtungen.
Manring hat ein solides musikalisches Wissen und versteht den elektrischen Bass als Soloinstrument. Er möchte zeigen, dass der elektrische Bass ein vitales und ausdrucksstarkes Instrument ist und nutzt die Möglichkeiten, die der elektrische Bass durch spezielle Erweiterungen und Effekte wie Loop-Station und E-Bow bietet. Während mancher Auftritte spielt er einige Stücke auf zwei bis vier elektrischen Bässen gleichzeitig. Neben diesen Showeinlagen ist er jedoch ein vielfältig begabter Komponist durchdachter Solobass-Kompositionen und experimenteller Musik. Auf seinen Soloalbum Book of Flame verbindet er Technik und den bundlosen Bass mit dem Klang von Haushaltsgeräten oder Pappschachteln.
Seine Spieltechnik ist virtuos, er benutzt zahlreiche offene Stimmungen, die dem Bass eigenen Slapping-Techniken und darüber hinaus die eher bei der Gitarre zu findenden Tapping-Techniken. Generell setzt er den Bass musikalisch oft wie eine E-Gitarre ein. Meist spielt er Fretless-Bass, der vielfältige Möglichkeiten bietet, den Ton und die Tonhöhe genau wie bei einem akustischen Bass zu verändern. Rhythmisch ist Manring sehr vielseitig und verwendet oft Polyrhythmen. Man sagt ihm nach, er tue Dinge auf dem Bass, die „vorher nie getan wurden, die beinahe unmöglich sind und die in den meisten Staaten illegal sind“.
Manring setzt seine Virtuosität fast immer in den Dienst der Musik. Bei einigen Stücken stellt er sie jedoch in den Vordergrund, erzeugt wahre Klanggewitter und transportiert auf paradoxe Weise dennoch eine sinnvolle musikalische Aussage. Seine Spielfreude und Liebe zur Musik ist jederzeit wahrnehmbar und seit fast drei Jahrzehnten ungebrochen.

## Technische Ausrüstung
Manring spielt einen Bass der Firma Zon Guitars, den so genannten Zon Hyperbass, ein ungewöhnliches, flexibles Instrument, das Manring zusammen mit Joseph Zon entwarf. Spezielle Mechaniken und ein spezieller Steg erlauben durch kleine Hebel das Umstimmen jeder Einzelsaite wie auch aller vier Saiten gleichzeitig, ein System, das dem der Trans-Trem-Gitarre ähnelt. Den Anstoß zu dieser Entwicklung ergab sich aus dem zunehmend häufigen Umstimmen des Basses für offene Stimmungen, das Manring zunächst zwischen den einzelnen Stücken durchführte. Als er auf die Idee kam, die Stimmung des Basses während des Stückes zu verändern, tat er dies auf konventionelle Art durch Drehen der Mechanik. Dieser Herangehensweise sind jedoch enge Grenzen gesetzt, so dass er auf die Idee kam, diese Möglichkeit durch eine technische Veränderung des Basses zu verwirklichen. Zunächst ließ er einen Music Man Sting Ray Bass verändern, bevor er mit Zon den Hyperbass entwarf. Der Hyperbass besitzt normale Tonabnehmer der Marke Bartolini, die jede Saite einzeln abnehmen und zum Verstärker herausführen, sowie vier Fishman Transducer, die in den Korpus des Basses eingebaut sind und zu einem Signal zusammengemischt werden.
Neben dem Hyperbass setzt Manring eine ganze Reihe anderer Bassgitarren ein. Eine Aufzählung auf seiner Webseite nennt folgende Modelle:
- Zon Legacy Elite Special fretless, Spitzname „Bub“
- Homemade Jazz Bass-style fretless
- Zon Michael Manring Hyperbass
- Zon Custom Fretless, Spitzname „Junior“ oder „Son of Bub“
- Larrivee 5-string fretless acoustic bass guitar
- MusicMan Stingray fretless mit besonders dünnen Saiten
- Paroutaud Music Laboratories 5-string fretless Infinite Sustain Prototyp
- PRS fretless
- Riverhead Unicorn fretless
- Riverhead Unicorn fretted bass
- Zon prototype headless fretted bass, Spitzname „Vinny“
- Zon Legacy Elite 6-string fretless
- Zon prototype Legacy 10-string bass (5 × 2).

Von den verschiedenen Bassverstärkern, die Manring benutzt, ist der SWR Mo' Bass-Verstärker hervorzuheben, ein Multieffekt-Bass-Analogverstärker.

## Diskografie

### Alben unter eigenem Namen
- 1986 Unusual Weather (Windham Hill Records)
- 1989 Toward The Center Of The Night (Windham Hill)
- 1991 Drastic Measures (Windham Hill)
- 1994 Thonk (Highstreet)
- 1995 Up Close 21 (Windham Hill / High Street Records / Boston Acoustic)
- 1998 The Book of Flame (Alchemy Records)
- 2005 Soliloquy (Manthing Music)

### Kollaborationen
mit Michael Hedges
- 1981 Breakfast In The Field (Windham Hill)
- 1984 Aerial Boundaries (Windham Hill)
- 1986 Watching My Life Go By (Open Air)
- 1987 Live On The Double Planet (Windham Hill)
- 1990 Taproot (Windham Hill)
- 1996 Oracle (Windham Hill)
- 1999 Torched (Windham Hill)
- 2000 Michael Hedges – The Best Of Michael Hedges (Windham Hill)
- 2001 Beyond Boundaries – Guitar Solos (Windham Hill)
- 2003 Platinum & Gold Collection (RCA Victor)
- 2006 Pure Michael Hedges (RCA)

mit Montreux
- 1985 Chiaroscuro (Windham Hill)
- 1987 Sign Language (Windham Hill)
- 1989 Let Them Say (Windham Hill)

mit John Gorka
- 1991 Jack’s Crows (High Street)
- 1992 Temporary Road (High Street)
- 1994 Out of the Valley (High Street)
- 1996 Between Five and Seven (High Street)
- 1998 After Yesterday (Red House)
- 2001 Company You Keep (Red House)
- 2006 Writing in the Margins (Red House)

mit Paolo Giordano
- 1994 Paolo Giordano (Step Musique/New Sounds)
- 2000 Kid in a Toy Shop (Step Musique/New Sounds)

mit Turtle String Island Quartet
- 1995 By the Fireside (Windham Hill)

mit Attention Deficit
- 1998 Attention Deficit (Magna Carta)
- 2001 The Idiot King (Magna Carta)

mit Yo Miles
- 1998 Yo Miles! (Shanachie)
- 2004 Sky Garden (Cuneiform)
- 2005 Upriver (Cuneiform)

mit Sadhappy
- 1998 Good Day Bad Dream (Periscope Recordings)
- 2005 Outerspaces (Periscope Recordings)

mit Scott McGill und Vic Stevens
- 2001 Addition By Subtraction (Free Electric Sound)
- 2003 Controlled By Radar (Free Electric Sound)
- 2006 What We Do (Free Electric Sound)

mit Larry Kassin und Tom Darter
- 2001 Scatter (MKD Music)

mit David Cullen
- 2001 Equilibré (Solid Air Records)

mit Human Factor
- 2002 Human Factor (Human Factor)

mit At War With Self
- 2005 Torn Between Dimensions (Free Electric Sound)

mit DeMania
- 2006 DeMania (Tropo Records)

mit Jeff Dodd
- 2007 Falling Awake (Aesthetic Records)

mit Sándor Szabó Duo
- 2009 Inner Smile (Acoustic Music Records)

### Sammlungen
bei Windham Hill
- 1982 An Evening with Windham Hill Live (Windham Hill)
- 1985 Windham Hill – Winter (Windham Hill)
- 1985 Windham Hill Sampler '86 (Windham Hill)
- 1985 Windham Hill Sampler '85 (Windham Hill)
- 1986 A Winter’s Solstice II (Windham Hill)
- 1989 Windham Hill Radio Sampler I (Windham Hill)
- 1990 Windham Hill – The First Ten Years (Windham Hill)
- 1990 A Winter’s Solstice III (Windham Hill)
- 1990 Restore the Shore (Windham Hill)
- 1991 Windham Hill Sampler '92 (Windham Hill)
- 1991 Windham Hill Guitar Sampler II (Windham Hill)
- 1993 A Winter’s Solstice IV (Windham Hill)
- 1995 Heal the Bay (Windham Hill)
- 1996 Sanctuary – 20 Years of Windham Hill (Windham Hill)
- 1996 Redbook Relaxers – Daybreak (Windham Hill)
- 1996 Redbook Relaxers – Dreamscape (Windham Hill)
- 1996 Carols of Christmas (Windham Hill)
- 1997 Summer Solstice – A Windham Hill Collection (Windham Hill)
- 1997 Redbook Relaxers – Lullabies (Windham Hill)
- 1997 Redbook Relaxers – Dinner Party (Windham Hill)
- 1997 Redbook Relaxers – Between Friends (Windham Hill)
- 1997 Redbook Relaxers – After Hours (Windham Hill)
- 1997 Redbook Relaxers – Piano Reflections (Windham Hill)
- 1998 Thanksgiving – A Windham Hill Collection (Windham Hill)
- 1998 Yoga Zone – Music for Yoga Practice (Windham Hill)
- 1998 Conversations with God II (Windham Hill)
- 1999 Sun Dance – Summer Solstice III (Windham Hill)
- 2000 Windham Hill Classics – Morning (Windham Hill)
- 2000 Windham Hill Classics – Journeys (Windham Hill)
- 2000 Windham Hill Classics – Harvest (Windham Hill)
- 2000 Windham Hill Classics – Angels (Windham Hill)
- 2000 The Mozart Variations (Windham Hill)
- 2002 Spirit of Life (Windham Hill)
- 2003 Windham Hill Chill II (Windham Hill)
- 2003 Prayer – A Windham Hill Collection (Windham Hill)
- 2003 Adagio – A Windham Hill Collection (Windham Hill)
- 2003 A Winter’s Solstice V (Windham Hill)
- 2003 A Windham Hill Wedding Album (Windham Hill)
- 2004 Winter Wonderland – A Windham Hill Collection (Windham Hill)
- 2004 Lullaby – A Windham Hill Collection (Windham Hill)
- 2005 A Quiet Revolution – 30 Years of Windham Hill (Windham Hill)
- 2005 Essential Winter’s Solstice (Windham Hill)

bei BMG
- 1997 Twilight Jazz (BMG)
- 1997 Meditation – Revive (BMG)
- 1997 Candlelight Moments – Romantic Moments (BMG)
- 1997 Candlelight Moments – Meditative Moments (BMG)
- 1998 Moonlight Reflections (BMG)
- 1998 Quiet Moods – Romantic Reflections (BMG)
- 1998 Quiet Moods – Meditative Moments (BMG)
- 2000 New Age Christmas (BMG)
- 2000 Awake (BMG)
- 2000 Yoga – Energy (BMG)
- 2000 Yoga – Balance Energy and Strength (BMG)
- 2001 Meditation – Relax Restore and Revive (BMG)
- 2002 Meditation – Renew (BMG)
- 2002 Meditation – Relax (BMG)

bei verschiedenen Labels
- 1994 We Sing to Open Ears (High Street Records)
- 1996 Different Mozart (Philips)
- 1997 Heritage (Polygram)
- 1997 A Very Green Christmas (Seventh Wave)
- 1999 Moonlight Moments (Columbia River)
- 1999 Soundscape – New Age Reflections (Delta/BMG)
- 1999 Bass Talk, Vol. 6 (Hot Wire)
- 1999 Bass Day '98 (Hudson Music)
- 2000 Dreamscape (Delta)
- 2003 Guitar Harvest I (Solid Air)
- 2004 Healing Garden – The Art of Relaxation (Madacy)
- 2005 Brazil Duets (Adventure Music)

### DVD, Video
- 1996 Bass Essentials (Hot Licks)
- 1998 The Artist’s Profile: Michael Manring (ecliptic productions)
- 1998 Bass Day '98 DVD (Hudson Music)
- 2000 Michael Manring: Instructional Bass (Video, Hal Leonard)